# Андреа Росс
Андре́а Крісті́на Росс (англ. Andrea Christine Ross; нар. 8 квітня 1991, Довер, Делавер, США) — американська співачка та акторка мюзиклів. Співає з 8 років, співпрацює зі студіями звукозапису з 13 років.

## Життєпис
Андреа Росс народилася 8 квітня 1991 року в місті Довер, Делавер, США. Батько — Вільям Росс, інженер, мати — Пола Росс, бухгалтер. У початковій школі Андреа займалася музикою, танцями та спортом. Закінчила Університет Пейс.
23 травня 2005 року Росс стала наймолодшою лауреаткою, котра отримала престижну театральну премію Елліота Нортона від Асоціації критиків Бостона за виконання жіночих ролей.
1 липня 2007 року Андреа Росс виступила на концерті пам'яті принцеси Діани. Концерт відбувся на стадіоні Вемблі.
У 2007 році випустила свій дебютний альбом «Moon River». Альбом складається переважно зі старих пісень, раніше виконаних нею у мюзиклах, серед цих пісень: «Moon River», «No Matter What» та «What the World Needs Now Is Love».

## Мюзикли
- Вінні Фостер — «Безсмертні», 2002
- Енні — «Енні», 2003
- Ліззі — «Ліззі Борден», 2004
- Фредеріка — «Маленька нічна серенада», 2004
- Рамона — «Рамона Квімбі», 2004
- Луїза фон Трапп — «Звуки музики», 2005
- Сара Кру — «Сара Кру: Маленька принцеса», 2006
- Жанна д'Арк — «Свята Жанна»